# Ceropegia talbotii
Ceropegia talbotii är en oleanderväxtart som beskrevs av Spencer Le Marchant Moore. Ceropegia talbotii ingår i släktet Ceropegia och familjen oleanderväxter. Inga underarter finns listade i Catalogue of Life.